# Schwedische Fußballnationalmannschaft (U-21-Frauen)
Die schwedische Fußballnationalmannschaft der U-21-Frauen war eine Juniorinnenauswahl, die Schweden im internationalen Frauenfußball repräsentierte. Ursprünglich als U-19-Nationalmannschaft gegründet. Die Nationalmannschaft wurde 1998 gegründet, als sie die U-20-Nationalmannschaft ablöste. 2007 wurde die Nationalmannschaft aufgelöst und durch die U-23-Nationalmannschaft ersetzt.
Weder die FIFA noch die UEFA boten für diese Altersklasse einen offiziellen Wettbewerb an. Daher galt der Nordic Cup, der zwischen 1998 und 2006 in dieser Altersklasse ausgetragen wurde, als wichtigster Termin der U-21-Auswahlmannschaft, Bei diesem Turnier traf die Mannschaft auf die U-21-Mannschaften der stärksten europäischen Verbände sowie auf die Auswahl der USA, so dass der Wettbewerb als inoffizielle Europameisterschaft galt.

## Nordic Cup
- 1998: Vierter
- 1999: Dritter
- 2000: Fünfter
- 2001: Zweiter
- 2002: Fünfter
- 2003: Zweiter
- 2004: Zweiter
- 2005: Siebter
- 2006: Dritter